# Scena styx
Scena styx är en fjärilsart som beskrevs av Fabricius sensu Walker 1854. Scena styx ingår i släktet Scena och familjen björnspinnare. Inga underarter finns listade.